# Фридрих I фон Дахау
Фридрих I фон Дахау (на немски: Friedrich I. von Dachau; * ок. 1112; † пр. 25 април 1124) е граф от страничната линия „Шайерн-Дахау-Фалей“ на род Вителсбахи.

## Произход
Той е третият син на граф Арнолд I фон Шайерн (Дахау) († 1123) и съпругата му Беатрис фон Райперсберг († сл. 1124), наследничка на Графство Дахау, дъщеря на граф Куно фон Райперсберг (* ок. 1044). По-малък брат е на Конрад I фон Дахау († 1130) и Арнолд II фон Дахау († 1124, убит при Шлайсхайм) и по-голям брат на Ото I фон Дахау-Фалай († сл. 1135) и Беатрикс, омъжена ок. 1128 г. за граф Бертхолд фон Бургек (Лехсгемюнд).